# Tre all'improvviso
(Tagline del film)
Tre all'improvviso (Life as We Know It) è un film del 2010 diretto da Greg Berlanti, interpretato da Katherine Heigl e Josh Duhamel.

## Trama
Peter e Alison sono una coppia di Atlanta. Hanno appena avuto una bambina di nome Sophie e scelgono i vecchi amici Holly ed Eric come padrini della figlia, nonostante i due si detestino fin dal primo appuntamento al buio organizzato proprio dalla coppia.
Dopo il primo compleanno della bimba, Peter e Alison muoiono in un incidente d'auto; Holly e Eric scoprono di essere stati nominati tutori legali della bambina. Devono quindi mettere da parte le loro insofferenze e spostarsi nella casa di Sophie per prendersi cura di lei.
La convivenza si rivela subito problematica, ma ben presto i due iniziano a conoscersi meglio e a provare dei veri sentimenti.

## Distribuzione
Il film è stato distribuito negli Stati Uniti, Regno Unito e Canada l'8 ottobre 2010. In Italia la pellicola è stata distribuita il 3 dicembre 2010 a cura della Warner Bros.

### Edizioni home video
La pellicola è stata pubblicata l'8 febbraio 2011 in DVD.

## Accoglienza

### Critica
Tre all'improvviso ha ricevuto recensioni contrastanti. Su Rotten Tomatoes ha ottenuto il 29% basato su 136 giudizi, con un punteggio medio di 4.6/10. Le critiche positive hanno dichiarato: "Tra Katherine Heigl e Josh Duhamel c'è molta chimica, ma questo non è sufficiente per compensare la trama, e lo script non è il massimo."